# Mohamed Aboutreika
Mohamed Aboutreika, scritto a volte anche Abou Trika o Aboutrika (in arabo محمد أبو تريكة‎?; Giza, 7 novembre 1978), è un ex calciatore egiziano, di ruolo attaccante.
Ritenuto da molti esperti e appassionati tra i migliori calciatori della storia del calcio egiziano, con la selezione dei Faraoni - con cui vanta 100 presenze e 38 reti - si è laureato Campione d'Africa nel 2006 e nel 2008.
Nel corso della sua carriera - dopo gli inizi al Tersana - ha rivestito principalmente la maglia dell'Al-Ahly, squadra di cui è ritenuto una bandiera e con cui ha vinto 24 titoli, tra cui sette campionati egiziani e cinque Coppe dei Campioni d'Africa.

## Biografia
Possiede una laurea in filosofia, conseguita presso l'Università del Cairo. Musulmano praticante, ha preso parte a numerose iniziative umanitarie conducendo campagne di sensibilizzazione contro la povertà e in favore della donazione di sangue, quest'ultime mirate all'aiuto dei bambini malati di cancro.
In passato è stato utilizzato come testimonial della Pepsi, nota azienda statunitense.

## Caratteristiche tecniche
(Gabriele Marcotti, in un articolo pubblicato sul Times nel 2009.)
Trequartista, adattabile a seconda punta. Si distingue per tecnica, intelligenza tattica, un'ottima visione di gioco - che gli consente di creare occasioni da rete per i compagni di squadra - e senso della posizione. È inoltre uno specialista sui calci piazzati.

## Carriera

### Club
Nato in un quartiere povero di Giza, ha giocato nelle giovanili del Tersana debuttando in prima squadra a 17 anni. Con questo club è stato promosso in prima divisione ed è stato il capocannoniere per due stagioni consecutive. Nel gennaio 2004 viene tesserato dall'Al-Ahly.
Il 4 marzo 2005 esordisce nella CAF Champions League (massima competizione continentale africana, nota anche come Coppa dei Campioni d'Africa), in occasione della partita - valida per il primo turno della competizione - disputata contro il Villa Kampala.
Il 12 novembre 2005 segna una delle tre reti con cui la squadra si impone per 3-0 ai danni dell'Étoile du Sahel, partita che decreta il successo degli egiziani nella manifestazione. A questo successo segue - il 24 febbraio 2006 - quello della Supercoppa d'Africa, ottenuto contro il FAR Rabat ai calci di rigore.

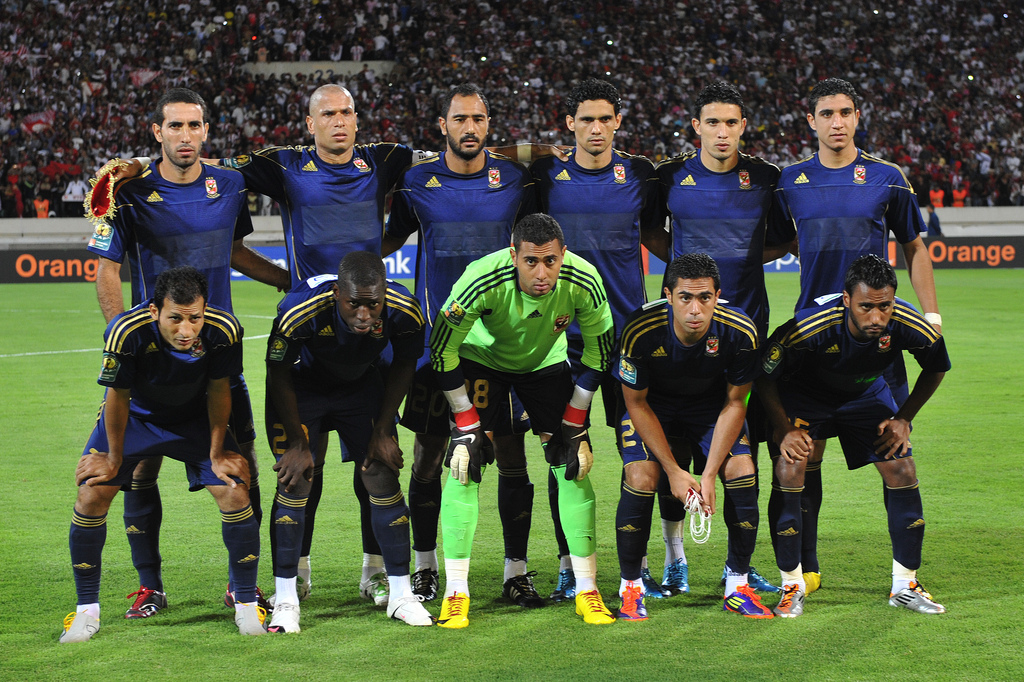
Aboutrika (primo in alto a sinistra) ritratto insieme ai propri compagni di squadra nel 2011.

Il 20 dicembre 2013 annuncia il proprio ritiro dal calcio giocato.

### Nazionale
Esordisce con i Faraoni il 19 marzo 2001 in un'amichevole disputata al Cairo contro l'Estonia (terminata 3-3), subentrando al 27' della ripresa al posto di Sayed Abdel Hafiz. Mette a segno la sua prima rete in Nazionale a distanza di tre anni - il 31 marzo 2004 - contro il Trinidad e Tobago.
Prende parte alla Coppa d'Africa 2006, disputata in Egitto. I Faraoni raggiungeranno - grazie anche al suo contributo (autore di due reti nella fase a gironi) - la finale vinta contro la Costa d'Avorio ai calci di rigore. Suo è il tiro dal dischetto che consegna il trofeo ai padroni di casa.
Viene convocato per la Coppa d'Africa 2008, disputata in Ghana. Il 26 gennaio 2008 viene sanzionato dalla FIFA per averne violato le regole. Il calciatore - dopo aver segnato la rete del momentaneo 2-0 (l'incontro terminerà 3-0 grazie ad una sua doppietta) contro il Sudan - si era tolto la divisa mostrando una maglietta con scritto Sympathize with Gaza, in segno di protesta verso il blocco di 10 giorni imposto da Hamas lungo la Striscia di Gaza.

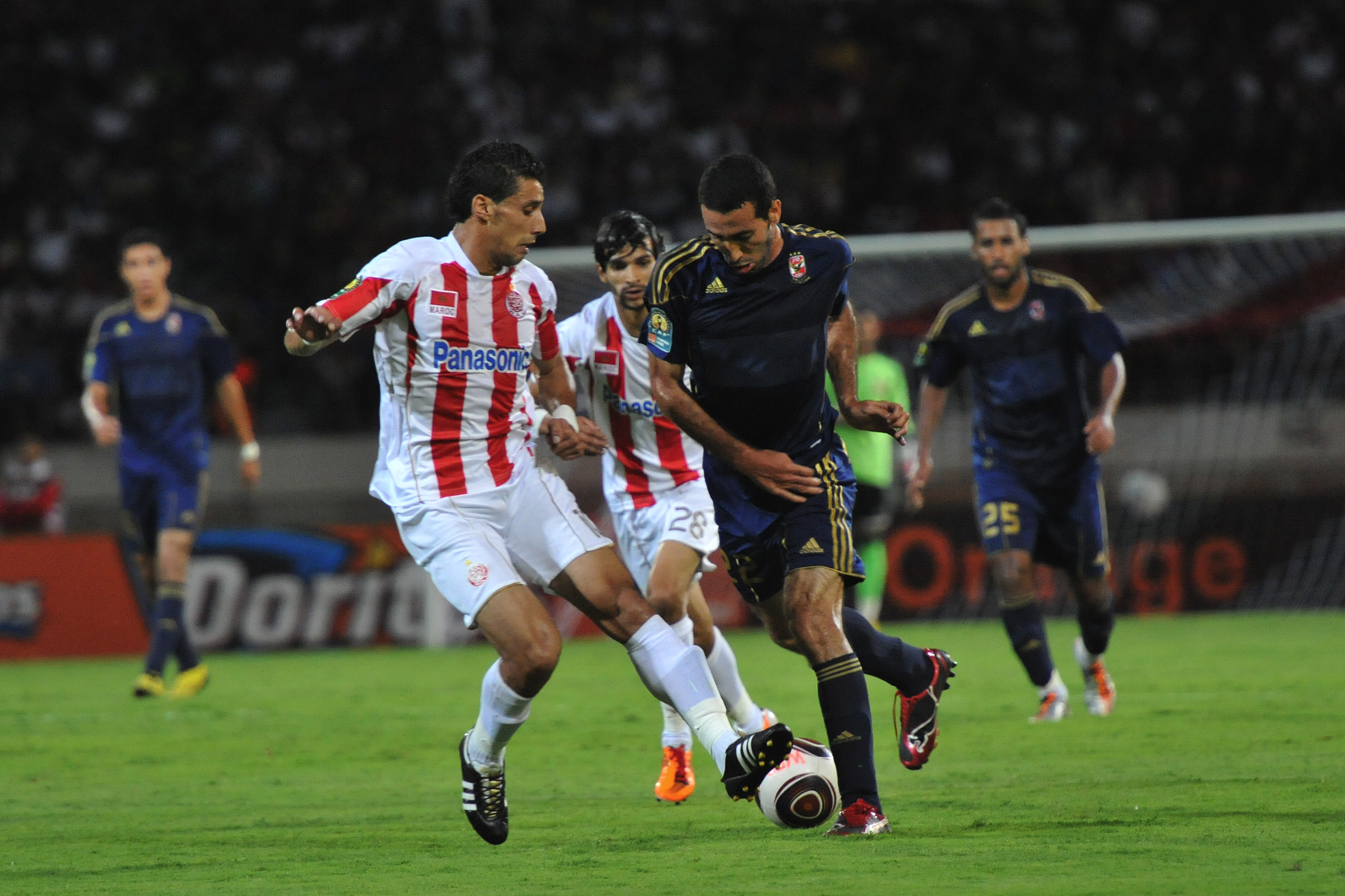
Aboutrika in azione contro il Wydad Casablanca.

Il 10 febbraio 2008 una sua rete consente ai Faraoni di imporsi per 1-0 ai danni del Camerun, laureandosi vincitori della Coppa d'Africa per la seconda volta consecutiva.
Nel 2009 prende parte alla FIFA Confederations Cup. Alla luce delle ottime prestazioni fornite (manda in rete Zidan due volte contro il Brasile e mette a segno l'assist per Homos su calcio d'angolo che consente ai Faraoni di imporsi 1-0 contro l'Italia), viene inserito nella formazione ideale della competizione a fine torneo.
In lista tra i convocati per la Coppa d'Africa 2010, durante un allenamento con la Nazionale rimedia un infortunio che lo costringe a saltare la manifestazione. Nel 2012 prende parte - nelle vesti di capitano - alle Olimpiadi di Londra con la selezione olimpica. Il 19 novembre 2013 gioca la sua 100ª gara con i Faraoni.

## Statistiche

### Presenze e reti nei club
Statistiche aggiornate al 20 dicembre 2013.
| Stagione        | Squadra         | Campionato      | Campionato | Campionato | Coppe nazionali | Coppe nazionali | Coppe nazionali | Coppe continentali | Coppe continentali | Coppe continentali | Altre coppe | Altre coppe | Altre coppe | Totale | Totale |
| Stagione        | Squadra         | Comp            | Pres       | Reti       | Comp            | Pres            | Reti            | Comp               | Pres               | Reti               | Comp        | Pres        | Reti        | Pres   | Reti   |
| --------------- | --------------- | --------------- | ---------- | ---------- | --------------- | --------------- | --------------- | ------------------ | ------------------ | ------------------ | ----------- | ----------- | ----------- | ------ | ------ |
| 1997-1998       | Tersana         | SD              | 27         | 11         | CE              | 0               | 0               | -                  | -                  | -                  | -           | -           | -           | 27     | 11     |
| 1998-1999       | Tersana         | SD              | 32         | 19         | CE              | 0               | 0               | -                  | -                  | -                  | -           | -           | -           | 32     | 19     |
| 1999-2000       | Tersana         | SD              | 33         | 34         | CE              | 0               | 0               | -                  | -                  | -                  | -           | -           | -           | 33     | 34     |
| 2000-2001       | Tersana         | PL              | 10         | 6          | CE              | 0               | 0               | -                  | -                  | -                  | -           | -           | -           | 10     | 6      |
| 2001-2002       | Tersana         | PL              | 20         | 7          | CE              | 1               | 2               | -                  | -                  | -                  | -           | -           | -           | 21     | 9      |
| 2002-2003       | Tersana         | PL              | 22         | 11         | CE              | 1               | 0               | -                  | -                  | -                  | -           | -           | -           | 23     | 11     |
| 2003-gen. 2004  | Tersana         | PL              | 10         | 3          | CE              | 0               | 0               | -                  | -                  | -                  | -           | -           | -           | 10     | 3      |
| Totale Tersana  | Totale Tersana  | Totale Tersana  | 154        | 91         |                 | 2               | 2               |                    | -                  | -                  |             | -           | -           | 156    | 93     |
| gen.-giu. 2004  | Al-Ahly         | PL              | 15         | 11         | CE              | 1               | 2               | CCL                | -                  | -                  | SE          | -           | -           | 16     | 13     |
| 2004-2005       | Al-Ahly         | PL              | 26         | 9          | CE              | 0               | 0               | CCL                | 13                 | 3                  | -           | -           | -           | 39     | 12     |
| 2005-2006       | Al-Ahly         | PL              | 21         | 18         | CE              | 4               | 1               | CCL                | 11                 | 8                  | SE+SA+Cmc   | 1+1+2       | 0           | 40     | 27     |
| 2006-2007       | Al-Ahly         | PL              | 15         | 7          | CE              | 4               | 4               | CCL                | 11                 | 4                  | SE+SA+Cmc   | 1+0+3       | 1+0+3       | 34     | 19     |
| 2007-2008       | Al-Ahly         | PL              | 19         | 6          | CE              | 0               | 0               | CCL                | 10                 | 3                  | SE          | 1           | 0           | 30     | 9      |
| 2008-2009       | Al-Ahly         | PL              | 22+1       | 10         | CE              | 1               | 0               | CCL+CC             | 4+1                | 0+1                | SE+SA+Cmc   | 0+0+2       | 0           | 31     | 11     |
| 2009-2010       | Al-Ahly         | PL              | 15         | 6          | CE              | 5               | 2               | CCL                | 11                 | 1                  | SE          | 1           | 0           | 32     | 9      |
| 2010-2011       | Al-Ahly         | PL              | 17         | 8          | CE              | 2               | 0               | CCL                | 8                  | 1                  | SE          | 1           | 1           | 28     | 10     |
| 2011-2012       | Al-Ahly         | PL              | 13         | 4          | -               | -               | -               | CCL                | 10                 | 6                  | -           | -           | -           | 23     | 10     |
| 2012-gen. 2013  | Al-Ahly         | PL              | -          | -          | CE              | -               | -               | -                  | -                  | -                  | SE+Cmc      | 0+3         | 1           | 3      | 1      |
| gen.-giu. 2013  | Baniyas         | PL              | 12         | 7          | CPA+EEC         | 1+0             | 1               | GCL                | 6                  | 3                  | -           | -           | -           | 19     | 11     |
| 2013-2014       | Al-Ahly         | PL              | 0          | 0          | CE              | 0               | 0               | CCL+CCL            | 10+0               | 5                  | SA+Cmc      | 0+1         | 0           | 11     | 5      |
| Totale Al-Ahly  | Totale Al-Ahly  | Totale Al-Ahly  | 163+1      | 79         |                 | 17              | 9               |                    | 89                 | 32                 |             | 17          | 6           | 287    | 126    |
| Totale carriera | Totale carriera | Totale carriera | 330        | 177        |                 | 20              | 12              |                    | 95                 | 35                 |             | 17          | 6           | 462    | 230    |

### Cronologia presenze e reti in Nazionale
| Cronologia completa delle presenze e delle reti in nazionale ― Egitto | Cronologia completa delle presenze e delle reti in nazionale ― Egitto | Cronologia completa delle presenze e delle reti in nazionale ― Egitto | Cronologia completa delle presenze e delle reti in nazionale ― Egitto | Cronologia completa delle presenze e delle reti in nazionale ― Egitto | Cronologia completa delle presenze e delle reti in nazionale ― Egitto | Cronologia completa delle presenze e delle reti in nazionale ― Egitto | Cronologia completa delle presenze e delle reti in nazionale ― Egitto |
| Data                                                                  | Città                                                                 | In casa                                                               | Risultato                                                             | Ospiti                                                                | Competizione                                                          | Reti                                                                  | Note                                                                  |
| --------------------------------------------------------------------- | --------------------------------------------------------------------- | --------------------------------------------------------------------- | --------------------------------------------------------------------- | --------------------------------------------------------------------- | --------------------------------------------------------------------- | --------------------------------------------------------------------- | --------------------------------------------------------------------- |
| 19-03-2001                                                            | Il Cairo                                                              | Egitto                                                                | 3 – 3                                                                 | Estonia                                                               | Amichevole                                                            | -                                                                     | 72’                                                                   |
| 31-03-2004                                                            | Il Cairo                                                              | Egitto                                                                | 2 – 1                                                                 | Trinidad e Tobago                                                     | Amichevole                                                            | 1                                                                     |                                                                       |
| 24-05-2004                                                            | Il Cairo                                                              | Egitto                                                                | 2 – 0                                                                 | Zimbabwe                                                              | Amichevole                                                            | 1                                                                     | 46’                                                                   |
| 29-05-2004                                                            | Il Cairo                                                              | Egitto                                                                | 2 – 0                                                                 | Gabon                                                                 | Amichevole                                                            | -                                                                     |                                                                       |
| 06-06-2004                                                            | Omdurman                                                              | Sudan                                                                 | 0 – 3                                                                 | Egitto                                                                | Qual. Mondiali 2006                                                   | 1                                                                     |                                                                       |
| 20-06-2004                                                            | Alessandria d'Egitto                                                  | Egitto                                                                | 1 – 2                                                                 | Costa d'Avorio                                                        | Qual. Mondiali 2006                                                   | 1                                                                     |                                                                       |
| 05-07-2004                                                            | Cotonou                                                               | Benin                                                                 | 3 – 3                                                                 | Egitto                                                                | Qual. Mondiali 2006                                                   | 1                                                                     |                                                                       |
| 05-09-2004                                                            | Abidjan                                                               | Egitto                                                                | 3 – 2                                                                 | Camerun                                                               | Qual. Mondiali 2006                                                   | -                                                                     | 87’                                                                   |
| 08-10-2004                                                            | Tripoli                                                               | Libia                                                                 | 2 – 1                                                                 | Egitto                                                                | Qual. Mondiali 2006                                                   | -                                                                     |                                                                       |
| 28-11-2004                                                            | Il Cairo                                                              | Egitto                                                                | 1 – 1                                                                 | Bulgaria                                                              | Amichevole                                                            | -                                                                     |                                                                       |
| 08-01-2005                                                            | Il Cairo                                                              | Egitto                                                                | 3 – 0                                                                 | Uganda                                                                | Amichevole                                                            | -                                                                     |                                                                       |
| 04-02-2005                                                            | Seul                                                                  | Corea del Sud                                                         | 0 – 1                                                                 | Egitto                                                                | Amichevole                                                            | -                                                                     |                                                                       |
| 09-02-2005                                                            | Il Cairo                                                              | Egitto                                                                | 4 – 0                                                                 | Belgio                                                                | Amichevole                                                            | -                                                                     | 58’                                                                   |
| 14-03-2005                                                            | Dammam                                                                | Arabia Saudita                                                        | 0 – 1                                                                 | Egitto                                                                | Amichevole                                                            | -                                                                     |                                                                       |
| 27-03-2005                                                            | Il Cairo                                                              | Egitto                                                                | 4 – 1                                                                 | Libia                                                                 | Qual. Mondiali 2006                                                   | -                                                                     | 86’                                                                   |
| 27-05-2005                                                            | Madinat al-Kuwait                                                     | Kuwait                                                                | 0 – 1                                                                 | Egitto                                                                | Amichevole                                                            | -                                                                     |                                                                       |
| 05-06-2005                                                            | Il Cairo                                                              | Egitto                                                                | 6 – 1                                                                 | Sudan                                                                 | Qual. Mondiali 2006                                                   | -                                                                     |                                                                       |
| 19-06-2005                                                            | Abidjan                                                               | Costa d'Avorio                                                        | 2 – 0                                                                 | Egitto                                                                | Qual. Mondiali 2006                                                   | -                                                                     |                                                                       |
| 29-07-2005                                                            | Ginevra                                                               | Egitto                                                                | 5 – 0                                                                 | Qatar                                                                 | Amichevole                                                            | 2                                                                     |                                                                       |
| 31-07-2005                                                            | Ginevra                                                               | Egitto                                                                | 0 – 0 dts (5 – 4 dtr)                                                 | Emirati Arabi Uniti                                                   | Amichevole                                                            | -                                                                     |                                                                       |
| 17-08-2005                                                            | Ponta Delgada                                                         | Portogallo                                                            | 2 – 0                                                                 | Egitto                                                                | Amichevole                                                            | -                                                                     | 60’                                                                   |
| 08-10-2005                                                            | Yaoundé                                                               | Camerun                                                               | 1 – 1                                                                 | Egitto                                                                | Qual. Mondiali 2006                                                   | -                                                                     | 83’                                                                   |
| 16-11-2005                                                            | Il Cairo                                                              | Egitto                                                                | 1 – 2                                                                 | Tunisia                                                               | Amichevole                                                            | -                                                                     |                                                                       |
| 27-12-2005                                                            | Il Cairo                                                              | Egitto                                                                | 2 – 0                                                                 | Uganda                                                                | Amichevole                                                            | -                                                                     |                                                                       |
| 05-01-2006                                                            | Alessandria d'Egitto                                                  | Egitto                                                                | 2 – 0                                                                 | Zimbabwe                                                              | Amichevole                                                            | -                                                                     |                                                                       |
| 14-01-2006                                                            | Il Cairo                                                              | Egitto                                                                | 1 – 2                                                                 | Sudafrica                                                             | Amichevole                                                            | -                                                                     | 58’                                                                   |
| 20-01-2006                                                            | Il Cairo                                                              | Egitto                                                                | 3 – 0                                                                 | Libia                                                                 | Coppa d'Africa 2006 - 1º turno                                        | 1                                                                     | 71’ 75’                                                               |
| 24-01-2006                                                            | Il Cairo                                                              | Egitto                                                                | 0 – 0                                                                 | Marocco                                                               | Coppa d'Africa 2006 - 1º turno                                        | -                                                                     | 66’                                                                   |
| 28-01-2006                                                            | Il Cairo                                                              | Egitto                                                                | 3 – 1                                                                 | Costa d'Avorio                                                        | Coppa d'Africa 2006 - 1º turno                                        | 1                                                                     | 61’ 76’                                                               |
| 07-02-2006                                                            | Il Cairo                                                              | Egitto                                                                | 2 – 1                                                                 | Senegal                                                               | Coppa d'Africa 2006 - Semifinale                                      | -                                                                     |                                                                       |
| 10-02-2006                                                            | Il Cairo                                                              | Egitto                                                                | 0 – 0 dts (4 – 2 dtr)                                                 | Costa d'Avorio                                                        | Coppa d'Africa 2006 - Finale                                          | -                                                                     |                                                                       |
| 03-06-2006                                                            | Elche                                                                 | Spagna                                                                | 2 – 0                                                                 | Egitto                                                                | Amichevole                                                            | -                                                                     | 84’                                                                   |
| 02-09-2006                                                            | Il Cairo                                                              | Egitto                                                                | 4 – 1                                                                 | Burundi                                                               | Qual. Coppa d'Africa 2008                                             | 1                                                                     | 60’                                                                   |
| 07-10-2006                                                            | Gaborone                                                              | Botswana                                                              | 0 – 0                                                                 | Egitto                                                                | Qual. Coppa d'Africa 2008                                             | -                                                                     | 46’                                                                   |
| 15-11-2006                                                            | Brentford                                                             | Egitto                                                                | 1 – 0                                                                 | Sudafrica                                                             | Amichevole                                                            | -                                                                     | 85’                                                                   |
| 03-06-2007                                                            | Nouakchott                                                            | Mauritania                                                            | 1 – 1                                                                 | Egitto                                                                | Qual. Coppa d'Africa 2008                                             | -                                                                     |                                                                       |
| 12-06-2007                                                            | Al Kuwait                                                             | Kuwait                                                                | 1 – 1                                                                 | Egitto                                                                | Amichevole                                                            | -                                                                     |                                                                       |
| 09-09-2007                                                            | Bujumbura                                                             | Burundi                                                               | 0 – 0                                                                 | Egitto                                                                | Qual. Coppa d'Africa 2008                                             | -                                                                     | 65’                                                                   |
| 13-10-2007                                                            | Il Cairo                                                              | Egitto                                                                | 1 – 0                                                                 | Botswana                                                              | Qual. Coppa d'Africa 2008                                             | -                                                                     |                                                                       |
| 21-11-2007                                                            | Porto Said                                                            | Egitto                                                                | 0 – 0                                                                 | Libia                                                                 | Amichevole                                                            | -                                                                     |                                                                       |
| 25-11-2007                                                            | Il Cairo                                                              | Egitto                                                                | 2 – 1                                                                 | Arabia Saudita                                                        | Amichevole                                                            | -                                                                     | 87’                                                                   |
| 05-01-2008                                                            | Il Cairo                                                              | Egitto                                                                | 3 – 0                                                                 | Namibia                                                               | Amichevole                                                            | -                                                                     |                                                                       |
| 22-01-2008                                                            | Kumasi                                                                | Egitto                                                                | 4 – 2                                                                 | Camerun                                                               | Coppa d'Africa 2008 - 1º turno                                        | -                                                                     | 60’                                                                   |
| 26-01-2008                                                            | Kumasi                                                                | Egitto                                                                | 3 – 0                                                                 | Sudan                                                                 | Coppa d'Africa 2008 - 1º turno                                        | 2                                                                     | 56’ 80’                                                               |
| 30-01-2008                                                            | Tamale                                                                | Egitto                                                                | 1 – 1                                                                 | Zambia                                                                | Coppa d'Africa 2008 - 1º turno                                        | -                                                                     | 60’                                                                   |
| 04-02-2008                                                            | Kumasi                                                                | Egitto                                                                | 2 – 1                                                                 | Angola                                                                | Coppa d'Africa 2008 - Quarti                                          | -                                                                     | 49’                                                                   |
| 07-02-2008                                                            | Sekondi-Takoradi                                                      | Costa d'Avorio                                                        | 1 – 4                                                                 | Egitto                                                                | Coppa d'Africa 2008 - Semifinale                                      | 1                                                                     |                                                                       |
| 10-02-2008                                                            | Accra                                                                 | Camerun                                                               | 0 – 1                                                                 | Egitto                                                                | Coppa d'Africa 2008 - Finale                                          | 1                                                                     |                                                                       |
| 26-03-2008                                                            | Il Cairo                                                              | Egitto                                                                | 0 – 2                                                                 | Argentina                                                             | Amichevole                                                            | -                                                                     | 81’                                                                   |
| 20-08-2008                                                            | Khartum                                                               | Sudan                                                                 | 4 – 0                                                                 | Egitto                                                                | Amichevole                                                            | -                                                                     | 46’                                                                   |
| 07-09-2008                                                            | Kinshasa                                                              | RD del Congo                                                          | 0 – 1                                                                 | Egitto                                                                | Qual. Mondiali 2010                                                   | 1                                                                     | 85’                                                                   |
| 12-10-2008                                                            | Il Cairo                                                              | Egitto                                                                | 4 – 0                                                                 | Gibuti                                                                | Qual. Mondiali 2010                                                   | 1                                                                     |                                                                       |
| 19-11-2008                                                            | Il Cairo                                                              | Egitto                                                                | 5 – 1                                                                 | Benin                                                                 | Amichevole                                                            | 2                                                                     | 76’                                                                   |
| 29-03-2009                                                            | Il Cairo                                                              | Egitto                                                                | 1 – 1                                                                 | Zambia                                                                | Qual. Mondiali 2010                                                   | -                                                                     | 57’                                                                   |
| 30-05-2009                                                            | Mascate                                                               | Oman                                                                  | 0 – 1                                                                 | Egitto                                                                | Amichevole                                                            | 1                                                                     |                                                                       |
| 07-06-2009                                                            | Blida                                                                 | Algeria                                                               | 3 – 1                                                                 | Egitto                                                                | Qual. Mondiali 2010                                                   | 1                                                                     |                                                                       |
| 15-06-2009                                                            | Bloemfontein                                                          | Brasile                                                               | 4 – 3                                                                 | Egitto                                                                | Conf. Cup 2009 - 1º turno                                             | -                                                                     |                                                                       |
| 18-06-2009                                                            | Johannesburg                                                          | Egitto                                                                | 1 – 0                                                                 | Italia                                                                | Conf. Cup 2009 - 1º turno                                             | -                                                                     |                                                                       |
| 21-06-2009                                                            | Rustenburg                                                            | Egitto                                                                | 0 – 3                                                                 | Stati Uniti                                                           | Conf. Cup 2009 - 1º turno                                             | -                                                                     |                                                                       |
| 05-07-2009                                                            | Il Cairo                                                              | Egitto                                                                | 3 – 0                                                                 | Ruanda                                                                | Qual. Mondiali 2010                                                   | 2                                                                     |                                                                       |
| 12-08-2009                                                            | Il Cairo                                                              | Egitto                                                                | 3 – 3                                                                 | Guinea                                                                | Amichevole                                                            | -                                                                     |                                                                       |
| 02-10-2009                                                            | Il Cairo                                                              | Egitto                                                                | 4 – 0                                                                 | Mauritius                                                             | Amichevole                                                            | 2                                                                     |                                                                       |
| 10-10-2009                                                            | Chililabombwe                                                         | Zambia                                                                | 0 – 1                                                                 | Egitto                                                                | Qual. Mondiali 2010                                                   | -                                                                     |                                                                       |
| 05-11-2009                                                            | Assuan                                                                | Egitto                                                                | 5 – 1                                                                 | Tanzania                                                              | Amichevole                                                            | -                                                                     |                                                                       |
| 14-11-2009                                                            | Il Cairo                                                              | Egitto                                                                | 2 – 0                                                                 | Algeria                                                               | Qual. Mondiali 2010                                                   | -                                                                     |                                                                       |
| 18-11-2009                                                            | Omdurman                                                              | Algeria                                                               | 1 – 0                                                                 | Egitto                                                                | Qual. Mondiali 2010                                                   | -                                                                     |                                                                       |
| 03-03-2010                                                            | Londra                                                                | Inghilterra                                                           | 3 – 1                                                                 | Egitto                                                                | Amichevole                                                            | -                                                                     | 76’                                                                   |
| 11-08-2010                                                            | Il Cairo                                                              | Egitto                                                                | 6 – 3                                                                 | RD del Congo                                                          | Amichevole                                                            | 1                                                                     | 46’                                                                   |
| 05-09-2010                                                            | Il Cairo                                                              | Egitto                                                                | 1 – 1                                                                 | Sierra Leone                                                          | Qual. Coppa d'Africa 2012                                             | -                                                                     |                                                                       |
| 10-10-2010                                                            | Bangui                                                                | Niger                                                                 | 1 – 0                                                                 | Egitto                                                                | Qual. Coppa d'Africa 2012                                             | -                                                                     |                                                                       |
| 17-11-2010                                                            | Il Cairo                                                              | Egitto                                                                | 3 – 0                                                                 | Australia                                                             | Amichevole                                                            | -                                                                     | 57’                                                                   |
| 16-12-2010                                                            | Doha                                                                  | Qatar                                                                 | 2 – 1                                                                 | Egitto                                                                | Amichevole                                                            | -                                                                     |                                                                       |
| 05-01-2011                                                            | Il Cairo                                                              | Egitto                                                                | 5 – 1                                                                 | Tanzania                                                              | Amichevole                                                            | 1                                                                     | 57’                                                                   |
| 09-01-2011                                                            | Il Cairo                                                              | Egitto                                                                | 1 – 0                                                                 | Uganda                                                                | Amichevole                                                            | -                                                                     | 63’                                                                   |
| 11-01-2011                                                            | Ismailia                                                              | Egitto                                                                | 3 – 0                                                                 | Burundi                                                               | Amichevole                                                            | -                                                                     | 50’                                                                   |
| 14-01-2011                                                            | Il Cairo                                                              | Egitto                                                                | 5 – 1                                                                 | Kenya                                                                 | Amichevole                                                            | -                                                                     |                                                                       |
| 17-01-2011                                                            | Il Cairo                                                              | Egitto                                                                | 3 – 1                                                                 | Uganda                                                                | Amichevole                                                            | -                                                                     | 60’                                                                   |
| 26-03-2011                                                            | Johannesburg                                                          | Sudafrica                                                             | 1 – 0                                                                 | Egitto                                                                | Qual. Coppa d'Africa 2012                                             | -                                                                     | 77’                                                                   |
| 29-03-2012                                                            | Omdurman                                                              | Egitto                                                                | 2 – 1                                                                 | Uganda                                                                | Amichevole                                                            | 1                                                                     |                                                                       |
| 12-04-2012                                                            | Dubai                                                                 | Egitto                                                                | 3 – 2                                                                 | Nigeria                                                               | Amichevole                                                            | 1                                                                     | 74’                                                                   |
| 14-04-2012                                                            | Dubai                                                                 | Egitto                                                                | 3 – 0                                                                 | Mauritania                                                            | Amichevole                                                            | -                                                                     | 73’                                                                   |
| 17-04-2012                                                            | Dubai                                                                 | Iraq                                                                  | 0 – 0                                                                 | Egitto                                                                | Amichevole                                                            | -                                                                     | 59’                                                                   |
| 20-05-2012                                                            | Khartum                                                               | Egitto                                                                | 2 – 1                                                                 | Camerun                                                               | Amichevole                                                            | 1                                                                     | 46’                                                                   |
| 22-05-2012                                                            | Khartum                                                               | Egitto                                                                | 3 – 0                                                                 | Togo                                                                  | Amichevole                                                            | -                                                                     | 64’                                                                   |
| 01-06-2012                                                            | Alessandria d'Egitto                                                  | Egitto                                                                | 2 – 0                                                                 | Mozambico                                                             | Qual. Mondiali 2014                                                   | -                                                                     |                                                                       |
| 10-06-2012                                                            | Conakry                                                               | Guinea                                                                | 2 – 3                                                                 | Egitto                                                                | Qual. Mondiali 2014                                                   | 2                                                                     | 85’                                                                   |
| 15-06-2012                                                            | Alessandria d'Egitto                                                  | Egitto                                                                | 2 – 3                                                                 | Rep. Centrafricana                                                    | Qual. Coppa d'Africa 2013                                             | -                                                                     | 65’                                                                   |
| 30-06-2012                                                            | Bangui                                                                | Rep. Centrafricana                                                    | 1 – 1                                                                 | Egitto                                                                | Qual. Coppa d'Africa 2013                                             | -                                                                     |                                                                       |
| 12-10-2012                                                            | Dubai                                                                 | Egitto                                                                | 3 – 0                                                                 | Rep. del Congo                                                        | Amichevole                                                            | 2                                                                     |                                                                       |
| 16-10-2012                                                            | Abu Dhabi                                                             | Egitto                                                                | 0 – 1                                                                 | Tunisia                                                               | Amichevole                                                            | -                                                                     |                                                                       |
| 28-12-2012                                                            | Doha                                                                  | Qatar                                                                 | 0 – 2                                                                 | Egitto                                                                | Amichevole                                                            | -                                                                     | 46’                                                                   |
| 14-01-2013                                                            | Abu Dhabi                                                             | Costa d'Avorio                                                        | 4 – 2                                                                 | Egitto                                                                | Amichevole                                                            | 1                                                                     | 86’                                                                   |
| 06-02-2013                                                            | Madrid                                                                | Cile                                                                  | 2 – 1                                                                 | Egitto                                                                | Amichevole                                                            | -                                                                     |                                                                       |
| 26-03-2013                                                            | Alessandria d'Egitto                                                  | Egitto                                                                | 2 – 1                                                                 | Zimbabwe                                                              | Qual. Mondiali 2014                                                   | 1                                                                     |                                                                       |
| 09-06-2013                                                            | Harare                                                                | Zimbabwe                                                              | 2 – 4                                                                 | Egitto                                                                | Qual. Mondiali 2014                                                   | 1                                                                     |                                                                       |
| 16-06-2013                                                            | Maputo                                                                | Mozambico                                                             | 0 – 1                                                                 | Egitto                                                                | Qual. Mondiali 2014                                                   | -                                                                     | 89’                                                                   |
| 10-09-2013                                                            | El Gouna                                                              | Egitto                                                                | 4 – 2                                                                 | Guinea                                                                | Qual. Mondiali 2014                                                   | 1                                                                     |                                                                       |
| 15-10-2013                                                            | Kumasi                                                                | Ghana                                                                 | 6 – 1                                                                 | Egitto                                                                | Qual. Mondiali 2014                                                   | 1                                                                     |                                                                       |
| 14-11-2013                                                            | Il Cairo                                                              | Egitto                                                                | 2 – 0                                                                 | Zambia                                                                | Amichevole                                                            | -                                                                     | 46’                                                                   |
| 19-11-2013                                                            | Il Cairo                                                              | Egitto                                                                | 2 – 1                                                                 | Ghana                                                                 | Qual. Mondiali 2014                                                   | -                                                                     |                                                                       |
| Totale                                                                |                                                                       | Presenze                                                              | 100                                                                   |                                                                       | Reti (4º posto)                                                       | 38                                                                    |                                                                       |

### Record
Dati aggiornati al 18 dicembre 2013.
- Calciatore ad aver segnato più reti in CAF Champions League (31).
- Calciatore ad aver segnato più reti in finale di CAF Champions League (5).

#### Record nel Derby del Cairo
- Calciatore ad aver segnato più reti nel Derby del Cairo (13).

## Palmarès

### Club

#### Competizioni nazionali
- Campionato egiziano: 7

Al-Ahly: 2004-2005, 2005-2006, 2006-2007, 2007-2008, 2008-2009, 2009-2010, 2010-2011
- Coppa d'Egitto: 2

Al-Ahly: 2006, 2007
- Supercoppa d'Egitto: 6

Al-Ahly: 2005, 2006, 2007, 2008, 2010, 2012

#### Competizioni internazionali
- CAF Champions League: 5

Al-Ahly: 2005, 2006, 2008, 2012, 2013
- Supercoppa CAF: 4

Al-Ahly: 2006, 2007, 2009, 2013
- Coppa dei Campioni del Golfo: 1

Baniyas: 2013

### Nazionale
- Coppa d'Africa: 2

2006, 2008

### Individuale
- Calciatore egiziano dell'anno: 5

2004, 2005, 2006, 2007, 2008
- Capocannoniere del Campionato egiziano: 1

2005-2006 (18 gol)
- Capocannoniere della Coppa d'Egitto: 1

2007 (4 gol)
- Capocannoniere della CAF Champions League: 1

2006 (8 gol)
- Capocannoniere della Coppa del Mondo per club: 1

2006 (3 gol)
- Miglior squadra della Coppa d'Africa: 2

2006, 2008
- BBC African Footballer of the Year: 1

2008
- Miglior squadra della FIFA Confederations Cup: 1

2009